# Ostichthys ovaloculus
Ostichthys ovaloculus is een straalvinnige vissensoort uit de familie van eekhoorn- en soldatenvissen (Holocentridae). De wetenschappelijke naam van de soort is voor het eerst geldig gepubliceerd in 1988 door Randall & Wrobel.